# Næstvedstadion
Het Næstvedstadion (vanwege de sponsor ook ProfaGroup Park genoemd) is een multifunctioneel stadion in Næstved, een stad in Denemarken. Het stadion ligt tussen het centrum van de stad en de wijk Sct. Jørgenspark. Rondom het stadion liggen trainingsfaciliteiten en het ligt dicht bij het Næstved Gymnasium. In het verleden werd dit stadion ook Euro Outlets Stadion genoemd.
Het stadion werd geopend in 1944.  Het werd gerenoveerd in 2002. De atletiekbaan, dat rondom het veld lag, werd daarbij verplaatst om te zorgen dat het publiek dichter bij de wedstrijd zat. Er ligt een grasveld dat 102 bij 65 meter is. In 2019 werden er nieuwe lichtmasten geplaatst.
Het stadion wordt vooral gebruikt voor voetbalwedstrijden, de voetbalclub Næstved BK maakt gebruik van dit stadion. In het stadion is plaats voor 10.300 toeschouwers. Het recordaantal toeschouwers werd bereikt op 16 november 1980, toen er bij een wedstrijd 20.315 mensen aanwezig waren. Er worden ook atletiekwedstrijden gespeeld.
De gemeente Næstved is eigenaar.